# 三浦種敏
三浦 種敏（みうら たねとし、1920年（大正9年）9月21日 - 2004年（平成16年）1月19日）は、日本の海軍技術大尉、学者。専門は電気音響工学。

## 略歴
1920年9月21日、青森県五戸町生まれ。1943年9月、東北帝国大学工学部電気工学科卒業。1945年3月、海軍技術大尉。同年11月、逓信省電気試験所に入所し、4号電話機の開発に従事。1952年8月、日本電信電話公社入社。1957年8月、工学博士（東北大学）。1959年、日本電信電話公社電気通信研究所伝送研究室室長。1962年、日立製作所中央研究所入所。1977年、東京電機大学工学部電気通信工学科教授。2004年1月19日、83歳で死去。
1985年5月から1987年まで、日本音響学会会長を務めた。